# Bisekcija (numerična metoda)
V matematiki je bisekcija numerična metoda za iskanje ničel zveznih funkcij. Metoda temelji na večkratnem zaporednem razpolavljanju intervala, na katerem leži ničla. Ime bisekcija (latinsko bisectio) pomeni razpolavljanje. 
Z metodo bisekcije iščemo rešitve enačbe oblike f(x) = 0, lahko pa tudi poljubne druge enačbe, če jo najprej preoblikujemo v obliko f(x) = 0.
Metodo bisekcije lahko uporabimo, če vemo, da je vrednost zvezne funkcije f v enem krajišču intervala [a,b] pozitivna, v drugem pa negativna. Če funkcija na intervalu [a,b] spremeni predznak in se nikjer ne pretrga, mora imeti na tem intervalu (vsaj eno) ničlo.
Opišimo postopek za primer, ko je vrednost f(a) pozitivna, f(b) pa negativna (glej sliko):
- najprej izračunamo razpolovišče intervala: c = (a+b) / 2
- potem izračunamo f(c) (tj. vrednost funkcije v razpolovišču)
- če je f(c) = 0, smo ničlo že odkrili in postopek lahko zaključimo
- če je vrednost f(c) pozitivna (enakega predznaka kot f(a)), potem krajišče a zamenjamo s c in postopek nadaljujemo na intervalu [c,b]
- če je vrednost f(c) negativna (enakega predznaka kot f(b)), potem krajišče b zamenjamo s c in postopek nadaljujemo na intervalu [a,c]

Postopek po navadi uporabljamo za funkcije, katerih ničel se ne da neposredno izračunati. V tem primeru se običajno zgodi, da vrednost f(c) nikoli ni enaka 0. Postopek nadaljujemo na tistem od podintervalov, na katerem funkcija spremeni predznak. Z vsakim naslednjim korakom je interval ožji in krajišči konvergirata proti ničli funkcije. Po metodi bisekcije praviloma ne moremo dobiti povsem točne vrednosti ničle, dobimo pa lahko poljubno dober približek.
Metoda bisekcije ni uporabna za iskanje ničel sode stopnje (tj. ničel, v katerih funkcija ne spremeni predznaka), pri ničlah lihe stopnje pa je sicer počasna a zelo zanesljiva.